# Lista de singles número um na UK R&B Chart em 2013
Os singles número um na UK R&B Singles Chart em 2013 são divulgados através da tabela musical que classifica o desempenho de canções de género R&B no Reino Unido. É anunciada todos os domingos através da rádio BBC Radio 1, os dados são recolhidos pela The Official Charts Company, baseados nas vendas semanais físicas e digitais do género.

## Histórico
| Data               | Canção               | Artista(s)                               | Melhor posição na UK Singles Chart | Referência(s) |
| ------------------ | -------------------- | ---------------------------------------- | ---------------------------------- | ------------- |
| 5 de Janeiro       | "Scream & Shout"(1)  | Will.i.am com Britney Spears             | 1                                  | [ 1 ]         |
| 12 de Janeiro      | "Scream & Shout"(1)  | Will.i.am com Britney Spears             | 1                                  | [ 2 ]         |
| 19 de Janeiro(2)   | "Scream & Shout"(1)  | Will.i.am com Britney Spears             | 1                                  | [ 3 ]         |
| 26 de Janeiro(2)   | "Scream & Shout"(1)  | Will.i.am com Britney Spears             | 1                                  | [ 4 ]         |
| 2 de Fevereiro     | "Scream & Shout"(1)  | Will.i.am com Britney Spears             | 1                                  | [ 5 ]         |
| 9 de Fevereiro     | "Thrift Shop"(1)     | Macklemore & Ryan Lewis com Wanz         | 1                                  | [ 6 ]         |
| 16 de Fevereiro(2) | "Thrift Shop"(1)     | Macklemore & Ryan Lewis com Wanz         | 1                                  | [ 7 ]         |
| 23 de Fevereiro    | "Thrift Shop"(1)     | Macklemore & Ryan Lewis com Wanz         | 1                                  | [ 8 ]         |
| 2 de Março         | "Thrift Shop"(1)     | Macklemore & Ryan Lewis com Wanz         | 1                                  | [ 9 ]         |
| 9 de Março(2)      | "Mirrors"(1)         | Justin Timberlake                        | 1                                  | [ 10 ]        |
| 16 de Março(2)     | "Mirrors"(1)         | Justin Timberlake                        | 1                                  | [ 11 ]        |
| 23 de Março(2)     | "Mirrors"(1)         | Justin Timberlake                        | 1                                  | [ 12 ]        |
| 30 de Março        | "Mirrors"(1)         | Justin Timberlake                        | 1                                  | [ 13 ]        |
| 6 de Abril         | "Mirrors"(1)         | Justin Timberlake                        | 1                                  | [ 14 ]        |
| 13 de Abril        | "Mirrors"(1)         | Justin Timberlake                        | 1                                  | [ 15 ]        |
| 20 de Abril        | "Mirrors"(1)         | Justin Timberlake                        | 1                                  | [ 16 ]        |
| 27 de Abril        | "ThatPower"          | Will.i.am com Justin Bieber              | 2                                  | [ 17 ]        |
| 4 de Maio          | "ThatPower"          | Will.i.am com Justin Bieber              | 2                                  | [ 18 ]        |
| 11 de Maio         | "Can't Hold Us"      | Macklemore & Ryan Lewis com Ray Dalton   | 3                                  | [ 19 ]        |
| 18 de Maio         | "Can't Hold Us"      | Macklemore & Ryan Lewis com Ray Dalton   | 3                                  | [ 20 ]        |
| 25 de Maio         | "Can't Hold Us"      | Macklemore & Ryan Lewis com Ray Dalton   | 3                                  | [ 21 ]        |
| 1 de Junho         | "Can't Hold Us"      | Macklemore & Ryan Lewis com Ray Dalton   | 3                                  | [ 22 ]        |
| 8 de Junho         | "Can't Hold Us"      | Macklemore & Ryan Lewis com Ray Dalton   | 3                                  | [ 23 ]        |
| 15 de Junho        | "Can't Hold Us"      | Macklemore & Ryan Lewis com Ray Dalton   | 3                                  | [ 24 ]        |
| 22 de Junho        | "I Will Survive"     | Leah McFall                              | 8                                  | [ 25 ]        |
| 29 de Junho        | "The Other Side"     | Jason Derulo                             | 2                                  | [ 26 ]        |
| 6 de Julho         | "Bang Bang"          | Will.i.am                                | 3                                  | [ 27 ]        |
| 13 de Julho        | "Bang Bang"          | Will.i.am                                | 3                                  | [ 28 ]        |
| 20 de Julho        | "Bang Bang"          | Will.i.am                                | 3                                  | [ 29 ]        |
| 27 de Julho        | "Bang Bang"          | Will.i.am                                | 3                                  | [ 30 ]        |
| 3 de Agosto        | "Bang Bang"          | Will.i.am                                | 3                                  | [ 31 ]        |
| 10 de Agosto       | "Bang Bang"          | Will.i.am                                | 3                                  | [ 32 ]        |
| 17 de Agosto       | "Holy Grail"         | Jay-Z com Justin Timberlake              | 7                                  | [ 33 ]        |
| 24 de Agosto       | "Holy Grail"         | Jay-Z com Justin Timberlake              | 7                                  | [ 34 ]        |
| 31 de Agosto       | "Other Side of Love" | Sean Paul                                | 7                                  | [ 35 ]        |
| 7 de Setembro      | "Lost Generation"    | Rizzle Kicks                             | 6                                  | [ 36 ]        |
| 14 de Setembro     | "Lost Generation"    | Rizzle Kicks                             | 6                                  | [ 37 ]        |
| 21 de Setembro     | "Same Love"          | Macklemore & Ryan Lewis com Mary Lambert | 9                                  | [ 38 ]        |
| 28 de Setembro(2)  | "Talk Dirty"(1)      | Jason Derulo com 2 Chainz                | 1                                  | [ 39 ]        |
| 5 de Outubro(2)    | "Talk Dirty"(1)      | Jason Derulo com 2 Chainz                | 1                                  | [ 40 ]        |
| 12 de Outubro      | "Talk Dirty"(1)      | Jason Derulo com 2 Chainz                | 1                                  | [ 41 ]        |
| 19 de Outubro      | "Berzerk"            | Eminem                                   | 2                                  | [ 42 ]        |
| 26 de Outubro      | "Rap God"            | Eminem                                   | 5                                  | [ 43 ]        |
| 2 de Novembro      | "Talk Dirty"(1)      | Jason Derulo com 2 Chainz                | 1                                  | [ 44 ]        |
| 9 de Novembro(2)   | "The Monster"(1)     | Eminem com Rihanna                       | 1                                  | [ 45 ]        |
| 16 de Novembro     | "The Monster"(1)     | Eminem com Rihanna                       | 1                                  | [ 46 ]        |
| 23 de Novembro     | "The Monster"(1)     | Eminem com Rihanna                       | 1                                  | [ 47 ]        |
| 30 de Novembro     | "The Monster"(1)     | Eminem com Rihanna                       | 1                                  | [ 48 ]        |
| 7 de Dezembro      | "The Monster"(1)     | Eminem com Rihanna                       | 1                                  | [ 49 ]        |
| 14 de Dezembro     | "The Monster"(1)     | Eminem com Rihanna                       | 1                                  | [ 50 ]        |
| 21 de Dezembro     | "Trumpets"           | Jason Derulo                             | 4                                  | [ 51 ]        |
| 28 de Dezembro     | "Trumpets"           | Jason Derulo                             | 4                                  | [ 52 ]        |

Notas
- Nota 1: Também alcançou a primeira posição na UK Singles Chart.
- Nota 2: Foi simultaneamente número um na UK Singles Chart.